# Europaschule (Österreich)
Europaschule ist ein in Österreich häufiger Schulname.
Seit dem EU-Beitritt 1994/95 ist die Bezeichnung Europaschule zu Ehren des geeinten Europa populär geworden. Der Name ist aufgrund der Auslegung der erweiterten Bestimmungen zur „näheren Standortbezeichnung“ im Pflichtschulorganisations-Ausführungsgesetz (zur Schulorganisationsgesetz-Novelle 2005) rechtlich zulässig – sonst sind an „eigennamenähnlichen Bezeichnungen“ nur Personenpatronanzen oder nähere Bestimmung des Schultyps, der Schwerpunktbildung oder des Standorts möglich.
Europäische Volksschule/Mittelschule/Highschool ist ein in Wien laufendes internationales Bildungsprojekt.

## Liste der Europaschulen
Burgenland:
- Europa-Volksschule Deutschkreutz
- Europa-Hauptschule Deutschkreutz

Kärnten:
- Europa-Hauptschule Spittal an der Drau (Sporthauptschule und gesundheitsfördernde Schule)
- Europagymnasium Klagenfurt

Niederösterreich:
- Europa Hauptschule Schwechat-Rannersdorf, Europaplatz
- Europa Hauptschule Wiener Neustadt, Europaallee
- Europa Hauptschule Mödling
- Europa Hauptschule Schwadorf
- Euro-Hauptschule Hollabrunn
- Europa Hauptschule 2000 Stockerau-West

Oberösterreich:
- Europaschule Linz (Übungshauptschule der Pädagogischen Hochschule Linz)
- Europagymnasium Linz-Auhof
- Europagymnasium Baumgartenberg

Salzburg:
- Europagymnasium Salzburg-Nonntal

Steiermark:
- Europa-Hauptschule II Gleisdorf
- Europaklasse des Priv. Gym./ORG Ursulinen Graz
- Europa Hauptschule Leoben
- Europahandelsakademie Bad Aussee (HAK und Handelsschule für Informationstechnologie)

Tirol:
- Europa Hauptschule Hall in Tirol

Wien:
- Europa Volksschule Vorgartenstraße
- Kooperative Europa Mittelschule Brüsslgasse
- Europa Mittelschule Singrienergasse
- Franz Jonas Europa Hauptschule Deublergasse

Österreichische Auslandsschulen:
- Österreichisch-Ungarische Europaschule Budapest

## Europäische Schulen
Einige Schulen in Wien beruhen auf einem internationalen Bildungsprojekt der Regionen Győr, Brünn, Bratislava und Wien innerhalb der Europaregion CENTROPE - Europa Region Mitte und nennen sich ‚Europäische‘ Schule (nicht zu verwechseln mit den Europäischen Schulen nach gemeinsamen EU-Recht, von denen es keine in Österreich gibt), und sind Teil eines Gesamtbildungskonzeptes, das von der Grundschule bis zur Matura angeboten wird, und zum EU-Projekt Europäisches Sprachensiegel und CERNET gehören:
- Europäische Volksschule/European Primary School (EPS): Primarstufe[5]
  - Sir Karl Popper-Schule – Europäische Volksschule (VS 15 Benedikt-Schellinger-Gasse)[6]
  - Europäische Volksschule Dr. Leopold Zechner (VS 15, EVS Goldschlagstraße)[7]
- Europäische Mittelschule/European Middle School (EMS) Sekundarstufe Unterstufe[8]
  - Europäische Mittelschule Neustiftgasse[9]
- European High School (EHS): Sekundarstufe Oberstufe[10]
  - European High School, Schulzweig des BRG/BORG 15 Henriettenplatz[11]

## Geschichte
Die Europaschulen waren bis zum 31. Dezember 2004 Mitglied im Projekt „Central European Regional Network for Education Transfer“ (CERNET). Die Bildungskooperation im mitteleuropäischen Raum wird seitdem im „INTERREG IIIA EU-Projekt EdQ Education Quality“ fortgesetzt.